# (3275) Oberndorfer
(3275) Oberndorfer – planetoida z pasa głównego asteroid okrążająca Słońce w ciągu 3 lat i 206 dni w średniej odległości 2,33 j.a. Została odkryta 25 kwietnia 1982 roku w Lowell Observatory (Anderson Mesa Station) przez Edwarda Bowella. Nazwa planetoidy pochodzi od Hansa Oberndorfera, dyrektora Volkssternwarte München, które założył w Monachium w 1947 roku. Przed nadaniem nazwy planetoida nosiła oznaczenie tymczasowe (3275) 1982 HE1.